# SN 1999fe
SN 1999fe – supernowa typu II odkryta 4 października 1999 roku w galaktyce A030301+0012. W momencie odkrycia miała maksymalną jasność 25,00m.